# Hrvatska na ZOI 1992.
Hrvatska je na Zimskim olimpijskim igrama u Albertvilleu 1992. ostvarila svoj prvi samostalni nastup na olimpijskim Igrama. Te iste godine Hrvatska je zabilježila i prvi samostalni nastup na ljetnim Igrama, i to na Igrama u Barceloni. Iako je nastup u Albertivilleu protekao bez osvojene medalje, ove Igre ostaju zauvijek zapisane u povijesti hrvatskog olimpijskog sporta.

## Predstavnici
Olimpijsku delegaciju predstavljalo je 4 natjecatelja u 2 sporta: skijanje (discipline alpsko skijanje i nordijsko skijanje) te umjetničko klizanje. Na svečanom otvaranju hrvatsku zastavu je nosio je klizač Tomislav Čižmešija.

## Svi rezultati hrvatskih olimpijaca

### Nordijsko skijanje
- Siniša Vukonić
  - trčanje 10 km: 75. mjesto
  - trčanje 15 km: 69. mjesto
  - trčanje 50 km: 60. mjesto

### Alpsko skijanje
- Vedran Pavlek
  - super G: bez plasmana
  - veleslalom: bez plasmana
  - slalom: 36. mjesto

### Umjetničko klizanje
- Tomislav Čižmešija
  - muški, pojedinačno: 28. mjesto
- Željka Čižmešija
  - žene, pojedinačno: 24. mjesto